# John Krogh
John Olav Krogh (Trondheim, 12 settembre 1938 – 18 gennaio 2019) è stato un calciatore norvegese, di ruolo attaccante.

## Carriera

### Club
Krogh vestì le maglie di Freidig e Rosenborg.

### Nazionale
Conta 11 presenze e 4 reti per la Norvegia. Esordì il 21 giugno 1962, nella sconfitta per 0-2 contro la Svezia. Il 3 luglio successivo, arrivò la prima rete: contribuì infatti al successo contro Malta per 5-0.